# اریکا یون
اریکا یون (انگلیسی: Erica Yohn؛ ‏ ۱ اکتبر ۱۹۲۸ – ۲۷ ژانویهٔ ۲۰۱۹) یک هنرپیشه اهل ایالات متحده آمریکا بود.
از فیلم‌ها یا برنامه‌های تلویزیونی که وی در آن نقش داشته‌است می‌توان به ماجراجویی بزرگ پی‌وی، بخش فوریت‌های پزشکی، مورفی براون، حصار چوبی، جاده خانه ۶۶ و پدرخوانده: قسمت دوم اشاره کرد.